# Diathera
Diathera là một chi bướm đêm thuộc họ Geometridae.

## Các loài
- Diathera brunneata Choi, 1999
- Diathera fluctuata Choi, 1999
- Diathera metacolorata Choi, 1999